# グランドスラム・アブダビ2015
グランドスラム・アブダビ2015は2015年10月30日から11月1日の3日間にわたって、アラブ首長国連邦のアブダビで開催された。　

## 大会結果

### 男子
| 階級        | 金                               | 銀                               | 銅                                                |
| ----------- | -------------------------------- | -------------------------------- | ------------------------------------------------- |
| 60kg以下級  | アミラン・パピナシビリ           | ツェンドオチル・ツォグトバータル | ディヨルベク・ウロズボエフ ルスタム・イブラエフ   |
| 66kg以下級  | アン・バウル                     | アルセン・ガルスチャン           | ゲオルグリー・ザンタラヤ リショド・ソビロフ       |
| 73kg以下級  | 安昌林                           | イゴール・ヴァントケ             | ラシャ・シャフダトゥアシビリ IJF サギ・ムキ       |
| 81kg以下級  | イバイロ・イバノフ               | セルジュ・トマ                   | シラジュディン・マゴメドフ ラスロー・チョクニャイ |
| 90kg以下級  | ルハグバスレン・オトゴンバータル | ノエル・ファントエンド           | トート・クリスティアーン マルクス・ニマン         |
| 100kg以下級 | タギル・ハイブラエフ             | ルカシュ・クルパレク             | カール＝リヒャルト・フライ トマ・ニキフォロフ     |
| 100kg超級   | 金成民                           | ヤキフ・ハンモ                   | ファイサル・ジャバラ アンドレ・ブライトバルト     |

### 女子
| 階級       | 金                         | 銀                       | 銅                                            |
| ---------- | -------------------------- | ------------------------ | --------------------------------------------- |
| 48kg以下級 | イリーナ・ドルゴワ         | エブル・シャヒン         | ディララ・ロクマンヘキム 謝獅獅               |
| 52kg以下級 | アナベル・ウラニ           | エリカ・ミランダ         | プリシラ・ネト マイリンダ・ケルメンディ       |
| 57kg以下級 | 金珍迪                     | 連珍羚                   | ビオラ・ベヒター ロレダナ・オハイ             |
| 63kg以下級 | クラリス・アグベニュー     | マルティナ・トライドス   | アニカ・ファンエムデン IJF ヤーデン・ジェルビ |
| 70kg以下級 | ラウラ・ヴァルガス＝コッホ | キム・ポリング           | 新井千鶴 キャサリン・クライス                 |
| 78kg以下級 | マリンド・フェルケルク     | マイラ・アギアル         | フーシェ・ステーンハイス ヨー・アビゲール     |
| 78kg超級   | 馬思思                     | テシー・サフェルカウルス | エミリ・アンデオル 于頌                       |

### 各国メダル数
| 順 | 国・地域             | 金 | 銀 | 銅 | 計 |
| -- | -------------------- | -- | -- | -- | -- |
| 1  | 韓国                 | 4  | 0  | 0  | 4  |
| 2  | ロシア               | 2  | 1  | 1  | 4  |
| 3  | フランス             | 2  | 0  | 2  | 4  |
| 4  | オランダ             | 1  | 3  | 2  | 6  |
| 5  | ドイツ               | 1  | 2  | 3  | 6  |
| 6  | モンゴル             | 1  | 1  | 0  | 2  |
| 7  | 中国                 | 1  | 0  | 2  | 3  |
| 8  | ジョージア           | 1  | 0  | 1  | 2  |
| 9  | ブルガリア           | 1  | 0  | 0  | 1  |
| 10 | ブラジル             | 0  | 2  | 0  | 2  |
| 11 | トルコ               | 0  | 1  | 1  | 2  |
| 11 | ウクライナ           | 0  | 1  | 1  | 2  |
| 11 | チェコ               | 0  | 1  | 0  | 1  |
| 11 | チャイニーズタイペイ | 0  | 1  | 0  | 1  |
| 11 | アラブ首長国連邦     | 0  | 1  | 0  | 1  |
| 16 | ハンガリー           | 0  | 0  | 3  | 3  |
| 17 | IJF                  | 0  | 0  | 2  | 2  |
| 17 | ウズベキスタン       | 0  | 0  | 2  | 2  |
| 17 | ベルギー             | 0  | 0  | 1  | 1  |
| 17 | 日本                 | 0  | 0  | 1  | 1  |
| 17 | カザフスタン         | 0  | 0  | 1  | 1  |
| 17 | コソボ               | 0  | 0  | 1  | 1  |
| 17 | ポーランド           | 0  | 0  | 1  | 1  |
| 17 | ルーマニア           | 0  | 0  | 1  | 1  |
| 17 | スウェーデン         | 0  | 0  | 1  | 1  |
| 17 | チュニジア           | 0  | 0  | 1  | 1  |

## トラブル
今大会に出場を予定していた元63kg級世界チャンピオンのヤーデン・ジェルビや73kg級ヨーロッパチャンピオンのサギ・ムキなどを含むイスラエルの選手15名が、イスラエルと国交のないアブダビ当局からビザ発給を拒否される事態となった。IJFが事態の打開に向けて動き出した結果、イスラエル選手団にもビザが発給されて大会への参加が可能となった。ただし、イスラエルの旗の下ではなく、IJFの旗の下での参加を余儀なくされることになった。今回の措置はイスラエル選手団の安全を確保し、なおかつ大会をスムーズに進行させるために取られたものであり、イスラエル柔道連盟会長のモシェ・ポンテもそれに同意した。ジェルビによれば、アブダビで開催される国際大会への参加は6年前から試みられていたが、今回ようやくそれが実現されることになったという。一方で、イスラエルのスポーツ・文化大臣であるミリ・レジェブは、今回の事態は決して許容できるものではないとして、このようなことを常態化させないために何らかの対策を講じる必要があると語った。
なお、イスラエル選手団は2015年5月にモロッコのラバトで開催されたワールドマスターズ2015では入国こそ認められたものの、空港で一時拘束される事態となり、会場では選手が畳に上がるたびに野次やブーイングを浴びるなどのトラブルが発生していた(ワールドマスターズ2015#トラブルの項を参照のこと)。

## 外部サイト
- Grand Slam Abu Dhabi